# Нёвиль-сюр-Сен
Нёви́ль-сюр-Сен (фр. Neuville-sur-Seine) — коммуна во Франции, находится в регионе Шампань — Арденны. Департамент — Об. Входит в состав кантона Мюсси-сюр-Сен. Округ коммуны — Труа.
Код INSEE коммуны — 10262.
Коммуна расположена приблизительно в 180 км к юго-востоку от Парижа, в 105 км южнее Шалон-ан-Шампани, в 38 км к юго-востоку от Труа.

## Население
Население коммуны на 2008 год составляло 377 человек.
| 1962 | 1968 | 1975 | 1982 | 1990 | 1999 | 2008 |
| ---- | ---- | ---- | ---- | ---- | ---- | ---- |
| 353  | 391  | 380  | 346  | 357  | 351  | 377  |

## Экономика

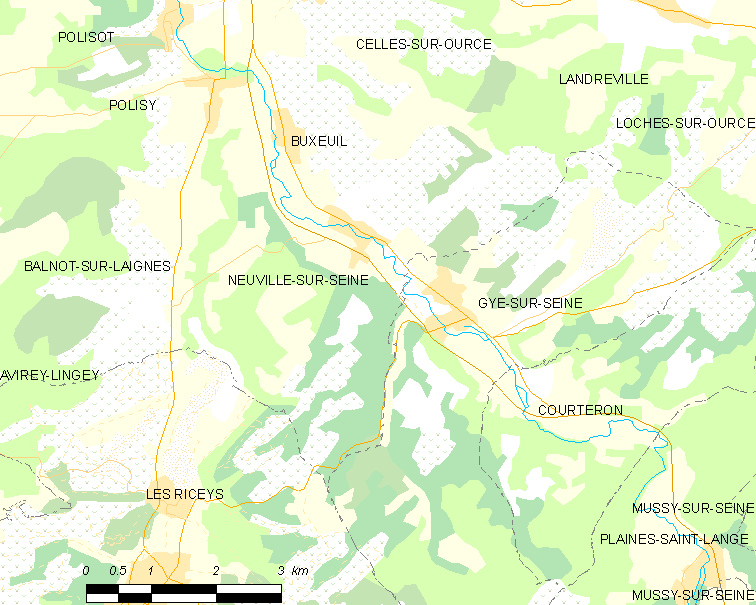
Карта коммуны

В 2007 году среди 221 человека в трудоспособном возрасте (15—64 лет) 165 были экономически активными, 56 — неактивными (показатель активности — 74,7 %, в 1999 году было 68,2 %). Из 165 активных работали 160 человек (84 мужчины и 76 женщин), безработных было 5 (0 мужчин и 5 женщин). Среди 56 неактивных 20 человек были учениками или студентами, 18 — пенсионерами, 18 были неактивными по другим причинам.

## Достопримечательности
- Церковь Рождества Пресвятой Богородицы (XII век). Церковь была частично разрушена в 1474 году во время борьбы между Людовиком XI и Карлом Смелым. Неф и клирос были достроены в XVI веке.
- Часовня св. Филомены (1843 год)
- Статуя Богоматери (1864 год, отреставрирована в 1980 году). Высота статуи — 5 м, расположена на 17-метровой колонне.
- Именно здесь 11 июня 1895 года был снят один из первых фильмов братьев Люмьер Прибытие делегатов на фотоконгресс в Лионе.